# Adventure Island (Angleterre)
Pour les articles homonymes, voir Adventure Island.
Adventure Island est un parc d'attractions situé à Southend-on-Sea dans le comté d'Essex. L'accès au parc est libre et les attractions sont accessibles grâce à un système de tickets dont le nombre varie en fonction de l'attraction.

## Histoire
Le parc fut acheté par la famille Millers en 1976. Après avoir acheté des terrains à l'ouest du ponton principal, le développement du parc débutât réellement. Le parc était alors connu sous le nom Peter Pan's Playground. Après une grande extension vers l'est en 1995, il fut renommé Peter Pan's Adventure Island bien que de nombreux habitués du parc continuèrent longtemps à l'appeler Peter Pan. Le nom actuel fut instauré au début des années 2000.

## Les attractions

### Les montagnes russes
| Nom de l'attraction | Type                     | Constructeur | Année d'ouverture |
| ------------------- | ------------------------ | ------------ | ----------------- |
| Barnstormer         | Montagnes russes assises | Zierer       | 2000              |
| Green Scream        | Montagnes russes assises | Zierer       | 1999              |
| Mighty Mini Mega    | Montagnes russes assises | Pinfari      | 2003              |
| Rage                | Euro-Fighter             | Gerstlauer   | 2007              |

### Autres attractions

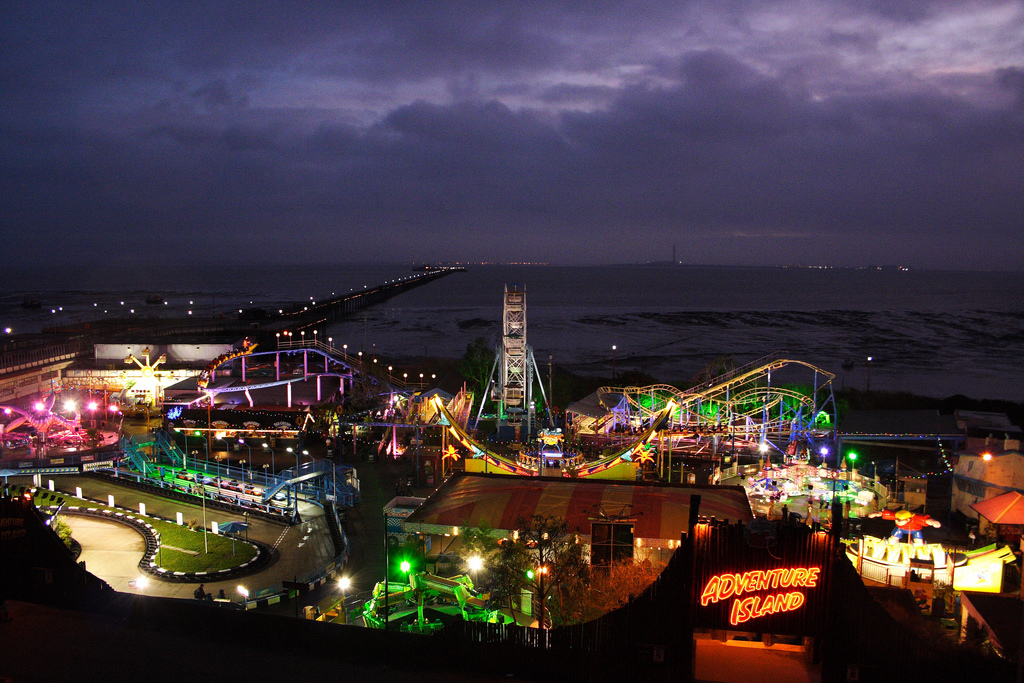
Photo aérienne du parc

- Archelon - Chaises volantes de Zierer
- Big Wheel - Grande roue
- Blackbeards: All At Sea - Simulateur de mouvements
- Devil's Creek Gold Mine - Parcours scénique
- Dragon - attraction de Zierer
- Dragon's Claw - Spin-Out de Tivoli
- Lighthouse Slip - Helter Skelter
- Over the hill - Parcours scénique
- Pharaoh's Fury - Twister de Sonacase
- Ramba Zamba - Disk'O de Zamperla
- Sk8borda - Rockin' Tug de Zamperla
- Scorpion - Troïka de Huss Rides
- Sea Serpent - Toboggan
- Sky Drop - Tour de chute de Zamperla
- Tidal Wave - Toboggan
- Vortex - Orbiter de Tivoli